# Rhabdomastix (Rhabdomastix) ussurica
Rhabdomastix (Rhabdomastix) ussurica is een tweevleugelige uit de familie steltmuggen (Limoniidae). De soort komt voor in het Palearctisch gebied.